# Gerard Gallant
Gerard Gallant (ur. 2 września 1963 w Summerside, Wyspa Księcia Edwarda, Kanada) – kanadyjski trener hokeja na lodzie, były hokeista, gracz ligi NHL w latach 1984 - 1994, reprezentant Kanady.

## Kariera klubowa
- Detroit Red Wings (1983 - 1993)
  - Adirondack Red Wings (1983 - 1985)
- Tampa Bay Lightning (1993 - 1994)
- Atalanta Knights (1994 - 1995)
- Detroit Vipers (23.10.1995 - 4.11.1995) – zakończenie kariery po odniesieniu kontuzji na treningu

## Kariera reprezentacyjna
- Reprezentant Kanady na MŚ 1989

## Kariera trenerska
- Fort Wayne Komets (1989 - 1999) – asystent trenera
- Luisville Panthers (1999 - 2000) – asystent trenera
- Columbus Blue Jackets (18.07.2000 - 2003) – asystent trenera
- Columbus Blue Jackets (20031 - 20072) – trener (head coach)
- Asystent trenera reprezentacji Kanady na MŚ 2007
- New York Islanders (2007 - 2009) – asystent trenera
- Montreal Canadiens (2012 - 2014) – asystent trenera
- Columbus Blue Jackets (2014 - 20162) – trener (head coach)
- Asystent trenera reprezentacji Ameryki Północnej na PŚ 2016
- Asystent trenera reprezentacji Kanady na MŚ 2017
- Vegas Golden Knights (2017 -) – trener (head coach)

Noty
1 Awansowany z asystenta trenera na trenera głównego w trakcie sezonu

2 Zwolniony z funkcji trenera po słabych wynikach drużyny na początku sezonu

## Sukcesy
Zawodnicze
- Srebrny medal mistrzostw świata: 1989

Trenerskie
Reprezentacyjne
- Złoty medal mistrzostw świata: 2021 z Kanadą

Klubowe
- Clarence S. Campbell Bowl: 2018: z Vegas Golden Knights

Indywidualne
- Jack Adams Award - najlepszy trener NHL w sezonie NHL (2017/2018)